# Cour de cassation (France)
Pour les autres articles nationaux ou selon les autres juridictions, voir Cour de cassation.
La Cour de cassation est la juridiction la plus élevée de l'ordre judiciaire français. Elle est, dans ce dernier, le pendant du Conseil d'État (lui dans l'ordre administratif). Elle est une juridiction permanente, qui siège au palais de justice de Paris, dans le 1er arrondissement.
Cette Cour peut prononcer la cassation et l'annulation des décisions de justice qui sont rendues au prix d'une méconnaissance du droit, ou à l'inverse rejeter le pourvoi, rendant définitive la décision attaquée.
La Cour de cassation est donc le « juge du droit » : elle s'assure uniquement de ce que, à la lecture des motifs de la décision frappée de pourvoi, le droit a été correctement appliqué aux faits tels qu'ils ont été constatés par les juges du fond : « Le pourvoi en cassation tend à faire censurer par la Cour de cassation la non-conformité du jugement qu'il attaque aux règles de droit ».
Les faits ne peuvent donc plus être discutés devant la Cour de cassation. Elle n'est pas dotée d'une plénitude de juridiction, si bien qu'elle ne constitue pas un troisième degré de juridiction (chaque degré de juridiction supposant une plénitude de juridiction, c'est-à-dire le pouvoir de juger en droit et en fait).
Toutefois, une loi du 18 novembre 2016 prévoit deux exceptions à ce principe, en matière civile, lorsque l’intérêt d’une bonne administration de la justice justifie que la Cour examine les faits, et en matière pénale, lorsque les faits constatés et appréciés par les juges du fond lui permettent d’appliquer la règle de droit appropriée et de mettre elle-même fin au litige.
La Cour de cassation comprend six chambres, et il n'y a qu'une seule Cour de cassation pour toute la France : elle est, en effet, une cour régulatrice dont l'office est de faire en sorte que le droit soit appliqué de la même façon sur l'ensemble du territoire français : « Il y a, pour toute la République, une Cour de cassation ».

## Historique
Si l'institution moderne, née sous la Révolution, n'est devenue Cour de cassation qu'en 1804, elle s'enracine dans l'histoire judiciaire française depuis les Capétiens, puisqu'elle est l'héritière directe de la « Cour souveraine de Parlement » ou Parlement de Paris, qui cassait notamment les jugements des bailliages et prévôtés. Ainsi, certaines traditions comme les robes des magistrats sont restées, tandis que son organisation actuelle est également issue de l'histoire séculaire de la justice française.

### Conseil des parties
La Cour de cassation française trouve donc à la fois son origine dans le Parlement de Paris, mais également dans une section du Conseil du Roi, le Conseil des parties, qui avait pour mission d'examiner au nom du roi les décisions de justice rendues par les Parlements. Il était également chargé du contentieux administratif. Sous la présidence du chancelier, il était formé des conseillers d'État et des maîtres des requêtes. Avant même que le Conseil des Parties ne se voie donner la mission du contrôle des décisions des Cours souveraines par l'ordonnance de 1667, la Cassation était l'un des attributs de la Justice retenue du Roi, qui donnait au Conseil le moyen plus ou moins formel de casser le sceau des décisions de justice qui déplaisaient à sa Majesté.
Jusqu'à la loi du 22 juillet 1947, la Cour de cassation a suivi la procédure fixée par un règlement de 1738. Entre les deux organismes, il existait cependant de grandes différences. Un principe de l'Ancien Droit voulait que l'interprète d'un texte ne puisse être que l'auteur de celui-ci. Le roi seul pouvait interpréter ses ordonnances et édits; il le faisait en son Conseil — ou son Conseil le faisait pour lui,.

### Tribunal de cassation
Sous la Révolution, le Conseil des parties est remplacé par un Tribunal de cassation, par la loi des 27 novembre et 1er décembre 1790, portant institution d'un tribunal de cassation et réglant sa composition, son organisation et ses attributions. Le Tribunal était placé directement sous le contrôle du Corps législatif: le tiers état craignait que les magistrats, désignés par l'Ancien Régime, pussent interpréter le droit nouveau, institué par la Révolution, selon les intérêts de la noblesse. La jurisprudence — terme que l'on devrait « bannir de la langue française » selon Robespierre — devrait donc être l'application pure et simple de la loi,.
Toute question juridique qui nécessite une interprétation de la loi, parce qu'elle serait obscure, ou sa compréhension malaisée, doit être renvoyée au Corps législatif. Telle est la procédure du « référé-législatif » : le Tribunal de cassation doit s'en référer aux députés. Mais il s'agit d'une survivance d'une procédure instituée par Louis XIV, qui défendait aux cours d'interpréter les normes royales. De plus, le Tribunal de cassation doit rendre compte au Corps législatif : chaque année, huit juges du Tribunal doivent expliquer aux députés les fondements de leurs décisions. Les députés peuvent ainsi vérifier que les magistrats n'excèdent pas leurs pouvoirs. Enfin, le Tribunal de cassation est essentiellement vu comme un juge de la procédure, dont la tâche apparaît limitée: il s'agit là du noyau dur de sa compétence, auquel on adjoint la « contravention expresse à la loi ». Le Tribunal peut alors casser la décision, c'est-à-dire annuler la décision et renvoyer l'examen du fond de l'affaire devant une nouvelle juridiction. Cependant, si, deux fois de suite, le Tribunal doit connaître d'une même affaire, le Corps législatif lui-même tranche le litige en dernier ressort.

### Cour de cassation

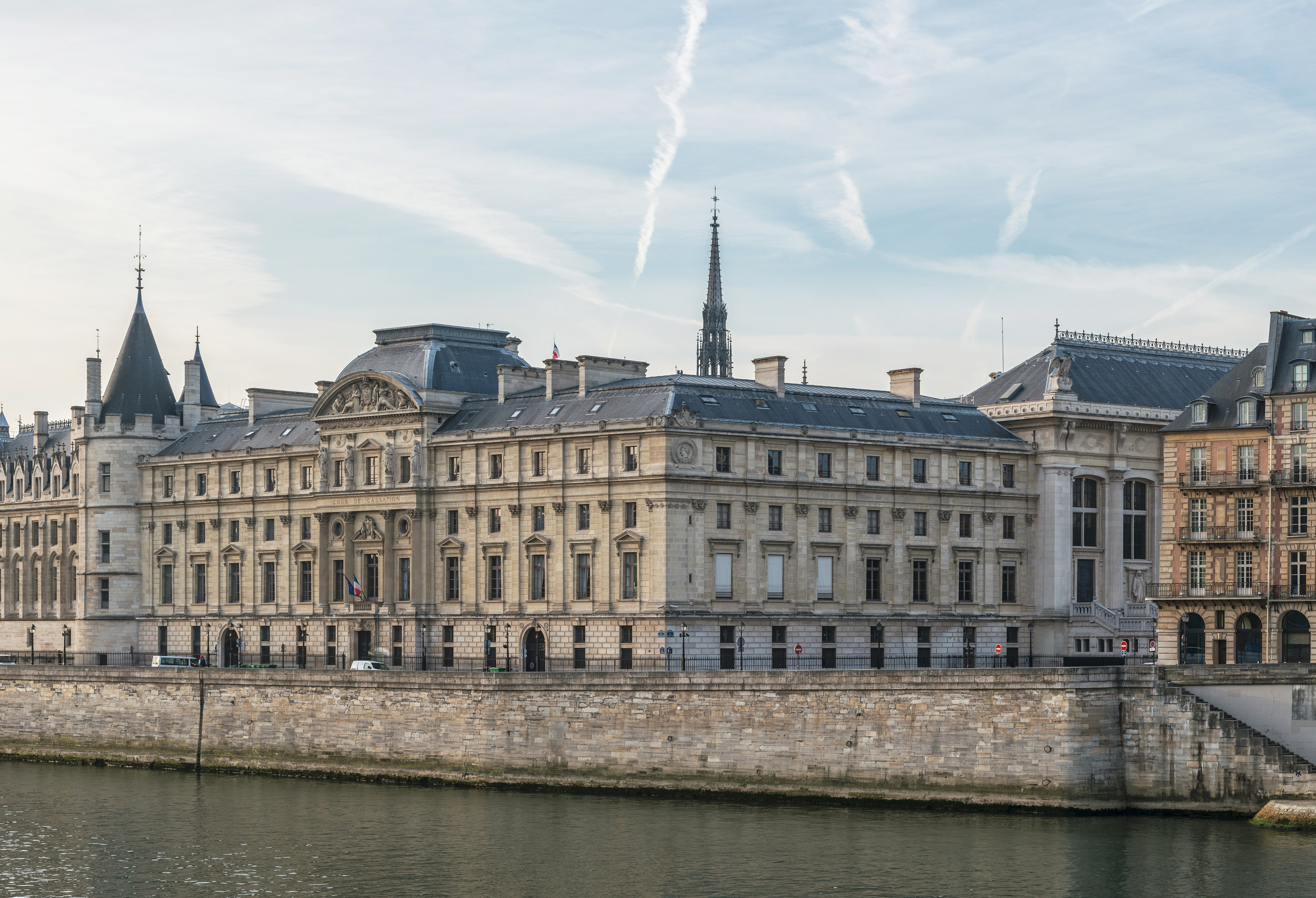
La Cour de cassation sur la Seine à Paris.

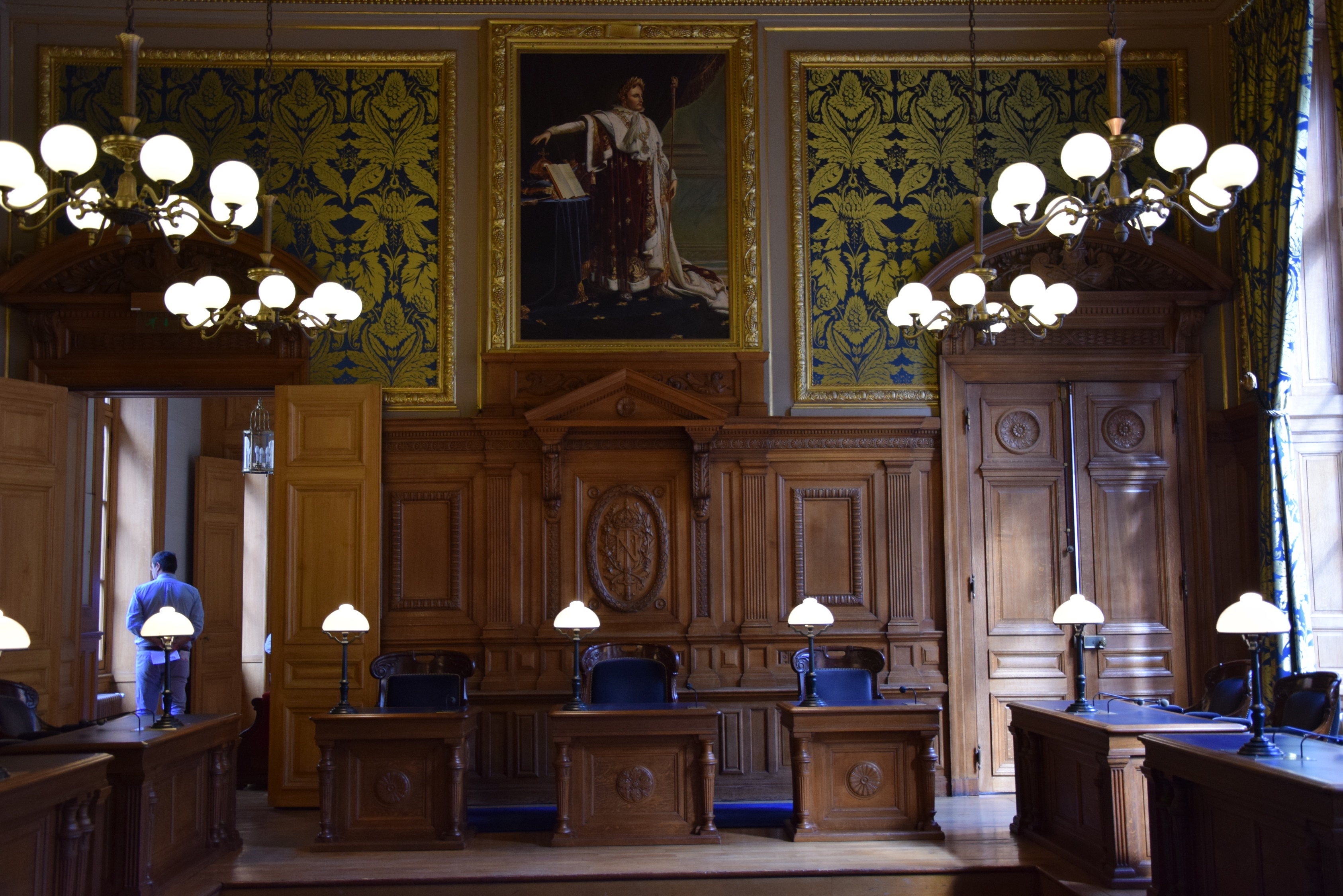
Salle d'audience de la Chambre commerciale (de la Chambre des requêtes jusqu'en 1947).

Le Tribunal de cassation devient Cour de cassation par le sénatus-consulte organique du 28 floréal an XII (1804).
En 1861, l'architecte Louis Lenormand entreprend la construction de l'immeuble actuel de la Cour de cassation, Après sa mort, c’est Joseph-Louis Duc qui reprend les travaux. L’incendie durant la Commune ralentit les travaux, qui seront ensuite menés par Georges-Ernest Coquart et Paul Blondel. La Grand'chambre est inaugurée le 6 avril 1892.
À son origine, la Cour de cassation ne comportait que trois chambres : une chambre civile, une chambre criminelle et une chambre des requêtes. Cette dernière statuait sur le bien-fondé d'une demande, avant que l'affaire ne soit entendue par la chambre civile. La chambre criminelle, elle, ne passait pas par ce filtre, de même que la chambre sociale, lorsqu'elle est créée par le décret-loi du 12 novembre 1938. Avec la loi du 23 juillet 1947, la Cour se divise en trois chambres civiles et une chambre criminelle, puis avec la loi du 21 juillet 1952, la Cour se divise en quatre chambres civiles et une chambre criminelle. La Cour est par la suite organisée par la loi du 3 juillet 1967, puis par le code de l'organisation judiciaire institué en 1978.

## Organisation
Les membres de la Cour de cassation sont des magistrats du siège et magistrats du ministère public.
Le premier président et le procureur général président les formations du Conseil supérieur de la magistrature, ainsi que le conseil d’administration de l'école nationale de la magistrature.

### Première présidence

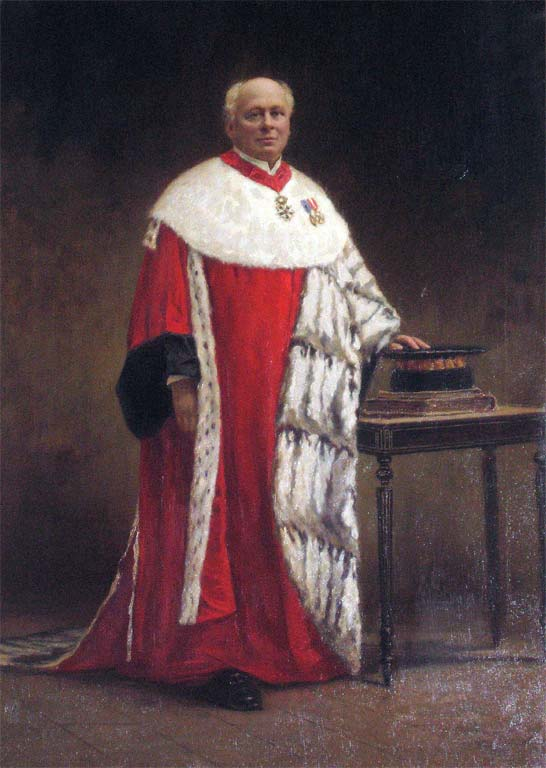
Alexis Ballot-Beaupré (1839-1917) en tenue de premier président de la Cour de cassation — peinture par J.P. Valéry.

La Cour de cassation est présidée par un premier président. Il a un rôle administratif, un rôle disciplinaire, mais aussi juridictionnel. Il est le premier magistrat judiciaire de France.
Le premier président de la Cour de cassation est, comme les autres magistrats du siège de la Cour, nommé par le président de la République française, sur proposition du Conseil supérieur de la magistrature.

#### Rôle administratif
Il préside le Bureau de la Cour et fixe les attributions des différentes chambres. Il affecte les conseillers et conseillers référendaires, à chacune des six chambres de la Cour.
Il fixe, sur proposition du directeur de greffe, la répartition des fonctionnaires du greffe dans les différents services de la juridiction.
Le Service de documentation, des études et du rapport de la Cour de cassation est placé sous son autorité.

#### Rôle juridictionnel
Le premier président préside deux sortes d'audience. Il préside les chambres mixtes qui réunissent au minimum trois chambres de la Cour de cassation. Il préside aussi l'assemblée plénière qui est le type d'audience la plus solennelle car elle réunit tous les présidents de chambre, les doyens et le procureur général.
Il lui est également loisible de présider n'importe quelle audience, sa présence conférant alors une solennité accrue.

### Parquet général
Les magistrats du parquet général ont pour mission de présenter à la Cour, en toute indépendance, leur avis sur le mérite du pourvoi au regard de la loi. Chaque magistrat est indépendant du Garde des Sceaux et de sa hiérarchie. Les avocats généraux sont affectés dans les chambres par le procureur général.
L’avocat général est l’équivalent du rapporteur public du Conseil d’État.
Le parquet général n’a pas en charge l’action publique, le procureur général près la Cour de cassation n’est pas le supérieur hiérarchique des procureurs généraux près une cour d’appel ou des procureurs de la République.

### Formations de jugement
Les arrêts de la Cour de cassation sont rendus soit par l'une des chambres, soit par une chambre mixte, soit par l'assemblée plénière.

#### Chambres
La Cour de cassation française comprend cinq chambres civiles et une chambre dédiée au droit pénal dite « criminelle ». Le premier président fixe les attributions de chacune des chambres civiles par ordonnance après avis du procureur général. Le nombre de magistrats dans chaque chambre est variable pour tenir compte de l'importance du nombre de pourvois qui leur sont soumis.
| Chambre                                                  | Compétences |
| -------------------------------------------------------- | --- |
| Première chambre civile (« Civ. 1re »)                   | Droit des contrats civils et responsabilité contractuelle, Sûretés mobilières, Sociétés civiles professionnelles, Droit de la consommation, Responsabilité du fait des produits défectueux, Propriété littéraire et artistique, Droit de la presse, Arbitrage, Droit international privé, Séparation des pouvoirs, Nationalité, État-civil et droit des personnes, Régimes matrimoniaux, Droit des successions, Agents d'assurance etc. |
| Deuxième chambre civile (« Civ. 2e »)                    | Procédure civile et voies d'exécution, Responsabilité civile délictuelle, Droit des assurances, Accidents de la circulation, Indemnisation des victimes de l'amiante, Indemnisation des transfusés et hémophiles, Experts judiciaires, Honoraires d'avocats, Sécurité sociale, Surendettement des particuliers, Aide juridictionnelle etc.                                                                                              |
| Troisième chambre civile (« Civ. 3e »)                   | Propriété immobilière, Expropriation, Sûretés immobilières, Copropriété, Ventes immobilières, Droit de la construction, Assurance construction, Responsabilité des architectes et promoteurs, Droit de l'urbanisme, Baux commerciaux, Baux d'habitation, Baux ruraux, Sociétés civiles immobilières, Droit de l'environnement, etc. |
| Chambre commerciale, économique et financière (« Com. ») | Droit commercial, contrats commerciaux et contrats de distribution, Droit des entreprises en difficulté, Droit des sûretés commerciales, Droit de la concurrence, Propriété intellectuelle, Droit des sociétés commerciales, Droit bancaire et droit du crédit, Droit boursier, Droit des transports, Droit maritime, etc. |
| Chambre sociale (« Soc. »)                               | Droit du travail, procédure civile en matière prud'homale |
| Chambre criminelle (« Crim. »)                           | Droit pénal et procédure pénale |

Chaque chambre comprend une ou plusieurs sections. Chaque chambre siège soit en formation plénière, soit en formation de section, soit en formation restreinte. Dans chaque section, le doyen est désigné, parmi les conseillers, par ordonnance du premier président, sur proposition du président de chambre concerné. Dans chaque chambre, le doyen est le doyen de section dont le rang est le plus élevé. Le doyen de chambre dont le rang est le plus élevé porte le titre de doyen de la Cour de cassation.
Chaque chambre, à défaut de son président, est présidée par son doyen ou, à défaut, par le conseiller dont le rang est le plus élevé.
Les formations de la Cour de cassation, comme toutes les juridictions judiciaires, siègent en audience publique.

#### Chambres mixtes
Le renvoi devant une chambre mixte peut être ordonné lorsqu’une affaire pose une question relevant normalement des attributions de plusieurs chambres ou si la question a reçu ou est susceptible de recevoir devant les chambres des solutions divergentes ; il doit l’être en cas de partage égal des voix.
Le premier président désigne, parmi les conseillers de chaque chambre, celui qui sera appelé à siéger aux chambres mixtes au titre de cette chambre. Dans l’ordonnance portant constitution d’une chambre mixte, le premier président indique les chambres qui doivent la composer et, dans chacune de celles-ci, désigne, pour siéger à la chambre mixte, un conseiller en sus de celui qui est désigné pour l’année judiciaire en cours. Lorsque la présidence de la chambre mixte est assurée par le président de l’une des chambres qui la composent, le premier président, ou, à défaut, le président de chambre qui le supplée, désigne un autre conseiller de cette chambre pour siéger à la chambre mixte.

#### Assemblée plénière

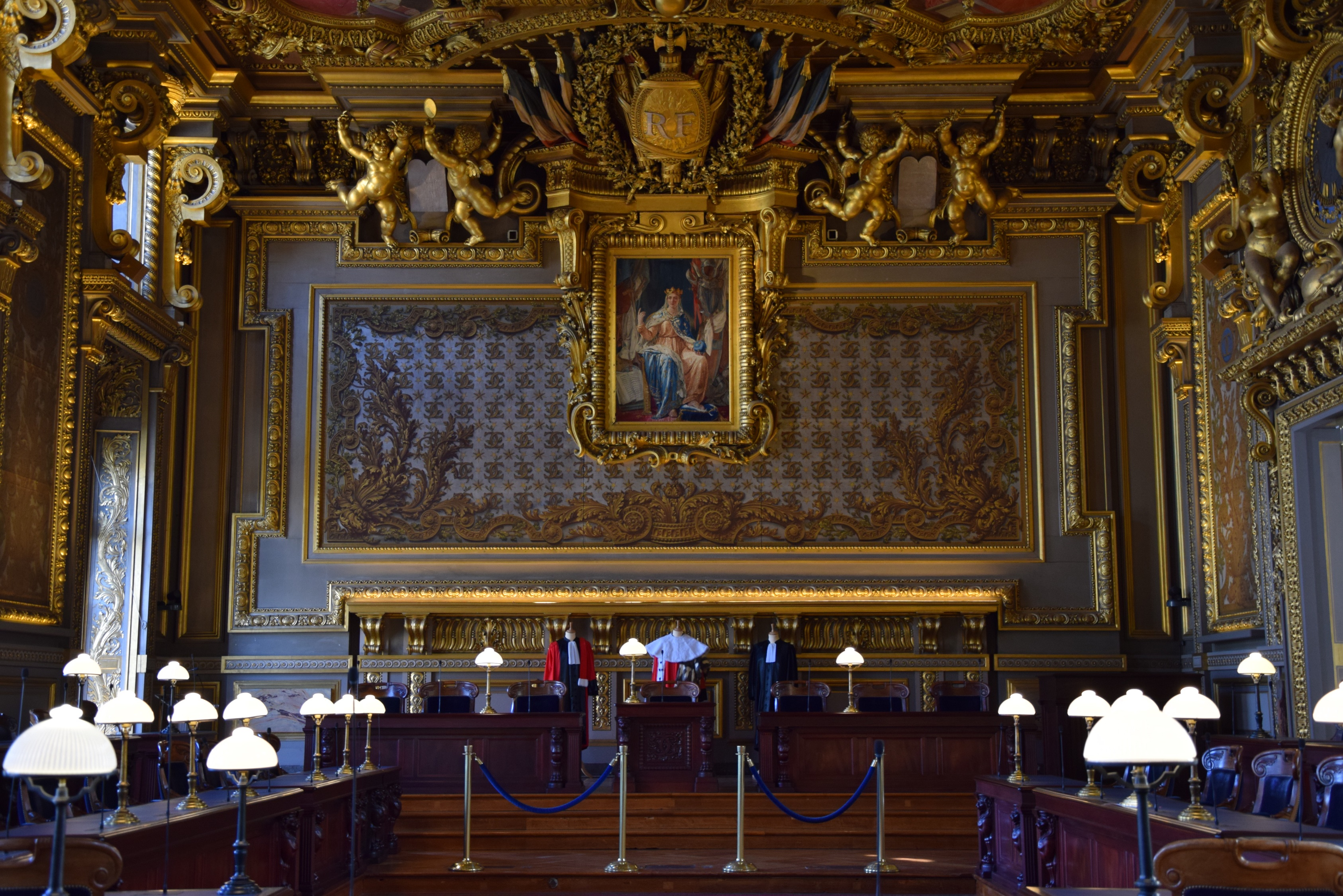
Salle d'audience de la première chambre civile.

L'Assemblée plénière est la formation la plus solennelle de la Cour de cassation.
Le renvoi devant l’assemblée plénière peut être ordonné lorsque l’affaire pose une question de principe, notamment s’il existe des solutions divergentes soit entre les juges du fond, soit entre les juges du fond et la Cour de cassation ; il doit l’être lorsque, après cassation d’un premier arrêt ou jugement, la décision rendue par la juridiction de renvoi est attaquée par les mêmes moyens de cassation, c’est-à-dire lors d’un double pourvoi en cassation de l’affaire. Le premier président désigne, sur proposition de chacun des présidents de chambre, parmi les conseillers de chaque chambre, celui qui sera appelé à siéger à l'assemblée plénière au titre de cette chambre. Une décision rendue par la Cour de cassation en assemblée plénière présente la particularité importante de s’imposer à la juridiction de renvoi, dans les points de droit déjà jugés par la Cour de cassation. Autrement dit c’est la seule formation dont la loi impose que la juridiction de renvoi se soumette aux points de droits que la Cour de cassation a jugés.

#### Formations particulières
La Commission nationale de réparation de la détention provisoire, constitue la juridiction d'appel des décisions prises par le premier président de la Cour d'appel en matière de réparation des détentions provisoires. La commission nationale, ou le cas échéant chacune des formations qu’elle comporte, est composée du premier président, ou de son représentant, qui la préside, et de deux magistrats du siège de la cour ayant le grade de président de chambre, de conseiller ou de conseiller référendaire, désignés annuellement par le bureau de la cour. Outre ces deux magistrats, ce bureau désigne également, dans les mêmes conditions, trois suppléants.
La Cour de révision et de réexamen, est chargée de la révision (dans le cas d’un fait nouveau intervenu après une condamnation) ou du réexamen (dans le cas d’un arrêt rendu par la Cour européenne des droits de l'homme) d’une décision pénale définitive. Elle est composée de dix-huit magistrats de la Cour de cassation, dont le président de la chambre criminelle, qui préside la cour de révision et de réexamen.
La Cour de réexamen des décisions civiles, est chargée du réexamen d’une décision civile définitive rendue en matière d’état des personnes dans le cas d'un arrêt rendu par la Cour européenne des droits de l’Homme.
La Cour de justice de la République est la juridiction compétente pour juger les crimes ou délits commis par les membres du gouvernement dans l’exercice de leurs fonctions. La commission des requêtes près la Cour de justice de la République se compose de trois magistrats du siège hors hiérarchie à la Cour de cassation, de deux conseillers d’État et de deux conseillers maîtres à la Cour des comptes désignés pour cinq ans. La commission d’instruction se compose de trois membres titulaires et de trois membres suppléants désignés pour trois ans parmi les magistrats du siège hors hiérarchie à la Cour de cassation par l’ensemble de ces magistrats. La formation de jugement comprend quinze juges : douze parlementaires et trois magistrats du siège à la Cour de cassation, dont l’un préside la Cour de justice de la République.
Les fonctions du ministère public auprès de ces formations sont remplies par le parquet général près la Cour de cassation.
Des magistrats de la Cour de cassation font partie, avec des conseillers d’État et de manière paritaire, du Tribunal des conflits.

### Greffe de la Cour
Le Greffe de la Cour de cassation est composé de greffiers des services judiciaires.
Il est dirigé par un directeur des services de greffe judiciaires. Cette fonction est actuellement assurée par Annie Riallot.
Le directeur de greffe propose au premier président la répartition des fonctionnaires du greffe dans les différents services de la Cour.
Il remet, au début de chaque année, au premier président et au procureur général, un état de l'activité de la juridiction au cours de l'année précédente. Cet état est adressé au garde des sceaux, ministre de la justice.

## Rôle

### Pourvoi en cassation
La Cour de cassation est appelée à statuer sur le bien fondé d'un pourvoi en cassation formé à l'encontre d'un arrêt rendu en appel ou d'un jugement en premier et dernier ressort (c'est-à-dire non susceptible d'appel) rendu par un tribunal.
Le rôle de la Cour de cassation se déduit donc de la nature de cette voie de recours.
À cet égard, selon les articles 604 du Code de procédure civile et 567 du Code de procédure pénale : « Le pourvoi en cassation tend à faire censurer par la Cour de cassation la non-conformité du jugement qu'il attaque aux règles de droit ».
Ces dispositions sont éclairées par l'article L 411-2, alinéa 2, du code de l'organisation judiciaire qui, relativement à la mission de la Cour de cassation, précise que « la Cour de cassation ne connaît pas du fond des affaires, sauf dispositions législatives contraires ».
C'est pour cette raison que l'on enseigne que la Cour de cassation ne constitue pas un troisième degré de juridiction.
Robespierre disait déjà du Tribunal de cassation qu'il n'était « point le juge des citoyens, mais le protecteur des lois ».
Dans ce rôle de protecteur des lois, la Cour de cassation est une cour dite régulatrice : l'unicité de son contrôle (il ne peut y avoir qu'une Cour de cassation) assure l'uniformité de l'application de la loi en France et régule donc son application sur le territoire de la République.
La Cour de cassation n'est donc pas juge du fait : le constat des faits est réservé aux juges du fond (c'est-à-dire à toutes les autres juridictions judiciaires) dans le cadre de l'exercice d'un pouvoir dit souverain, c'est-à-dire qui échappe au contrôle de la Cour de cassation. Dans la pratique, il est difficile de savoir dans quelle mesure le juge du fond est souverain et quelles sont les questions qui relèvent ou non du contrôle du juge de cassation.
Depuis 2015, une importante réforme de la Cour de cassation est envisagée, impliquant notamment un filtrage des pourvois. Depuis, un rapport de la Commission de réflexion sur la réforme de la Cour de cassation a été produit en 2017.

#### Moyens de cassation
La cour est saisie par un pourvoi en cassation formé par un avocat au Conseil d'État et à la Cour de cassation (communément dénommé « avocat aux Conseils ») pour le compte du justiciable. Si le pourvoi n'est pas signé par un avocat de cet ordre particulier, il est irrecevable, sauf s'il s'agit d'une matière pour laquelle la représentation par un avocat aux Conseils n'est pas obligatoire (ainsi en est-il de la matière pénale au bénéfice de la partie condamnée pénalement).

##### Rédaction du pourvoi

###### Textes
Selon l'article 978 du Code de procédure civile :
« À peine d'être déclaré d'office irrecevable un moyen ou un élément de moyen ne doit mettre en œuvre qu'un seul cas d'ouverture. Chaque moyen ou chaque élément de moyen doit préciser, sous la même sanction :
- le cas d'ouverture invoqué ;
- la partie critiquée de la décision ;
- ce en quoi celle-ci encourt le reproche allégué. »

Selon l'article 590 du Code de procédure pénale : « Les mémoires contiennent les moyens de cassation et visent les textes de loi dont la violation est invoquée ».

###### Au civil

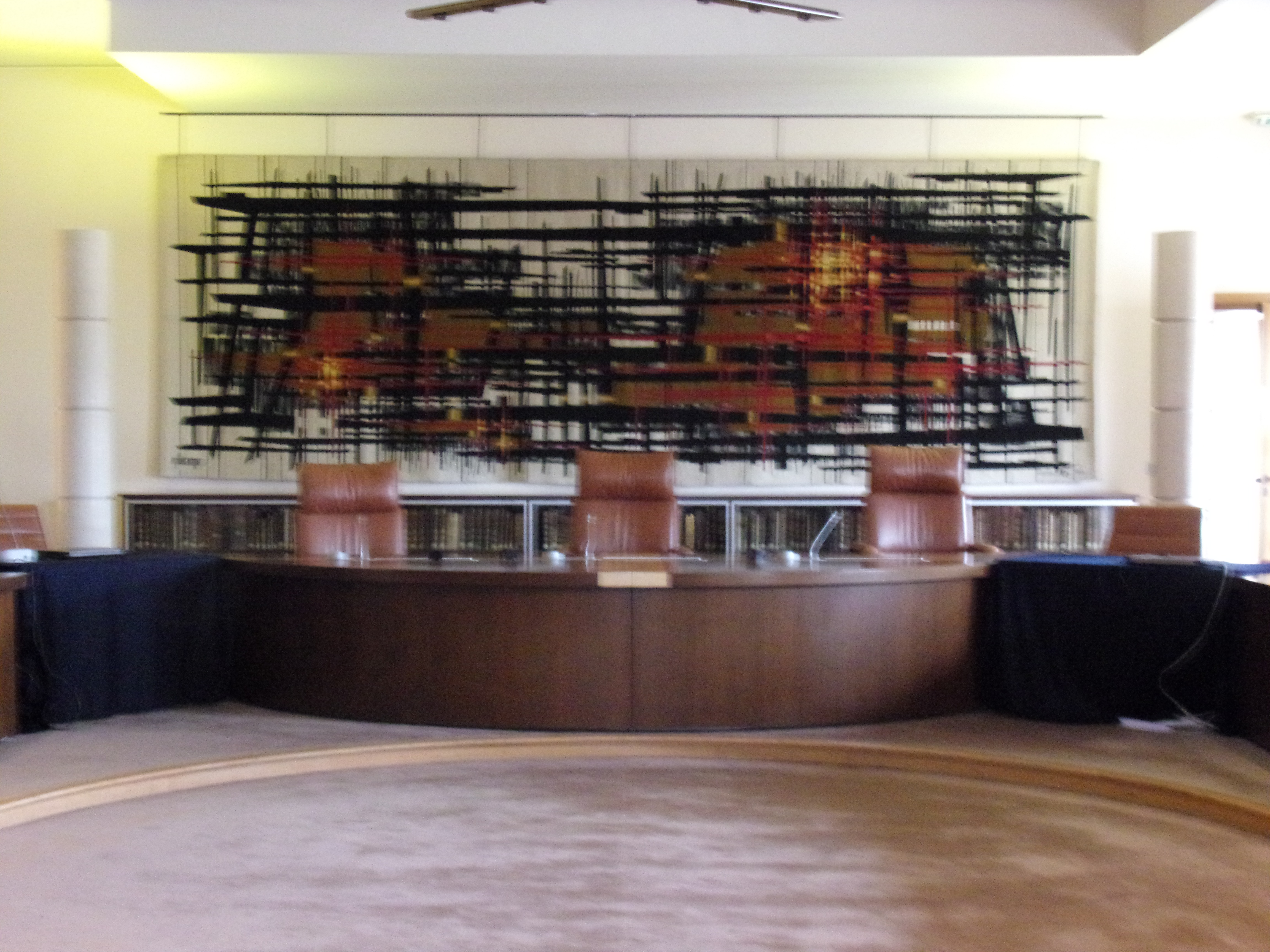
Salle d'audience de la deuxième chambre civile.

Le pourvoi formule des critiques en droit à l'encontre de la décision attaquée. Ces critiques sont appelées « moyens de cassation ». Ils sont eux-mêmes libellés en une ou plusieurs « branches » correspondant chacune à un cas d'ouverture à cassation.
Les moyens de cassation obéissent ainsi au schéma du syllogisme judiciaire (majeure, mineure, conclusion), sous une forme spécifique :

« Moyen de cassation
Il est fait grief à l'arrêt attaqué (ou au jugement attaqué selon le cas) d'avoir décidé que [décision critiquée].
Aux motifs que [motifs critiqués] ;
Alors que [première branche du moyen de cassation], [énoncé de la règle de droit], [énoncé de ce en quoi le juge du fond n'a pas respecté cette règle], [énoncé de la nature de l'erreur commise (cas d'ouverture à cassation)] »

L'énoncé de la règle de droit constitue la majeure du syllogisme, l'énoncé de ce en quoi le juge du fond n'a pas respecté cette règle constitue sa mineure et l'énoncé du cas d'ouverture à cassation constitue sa conclusion.

###### Au pénal

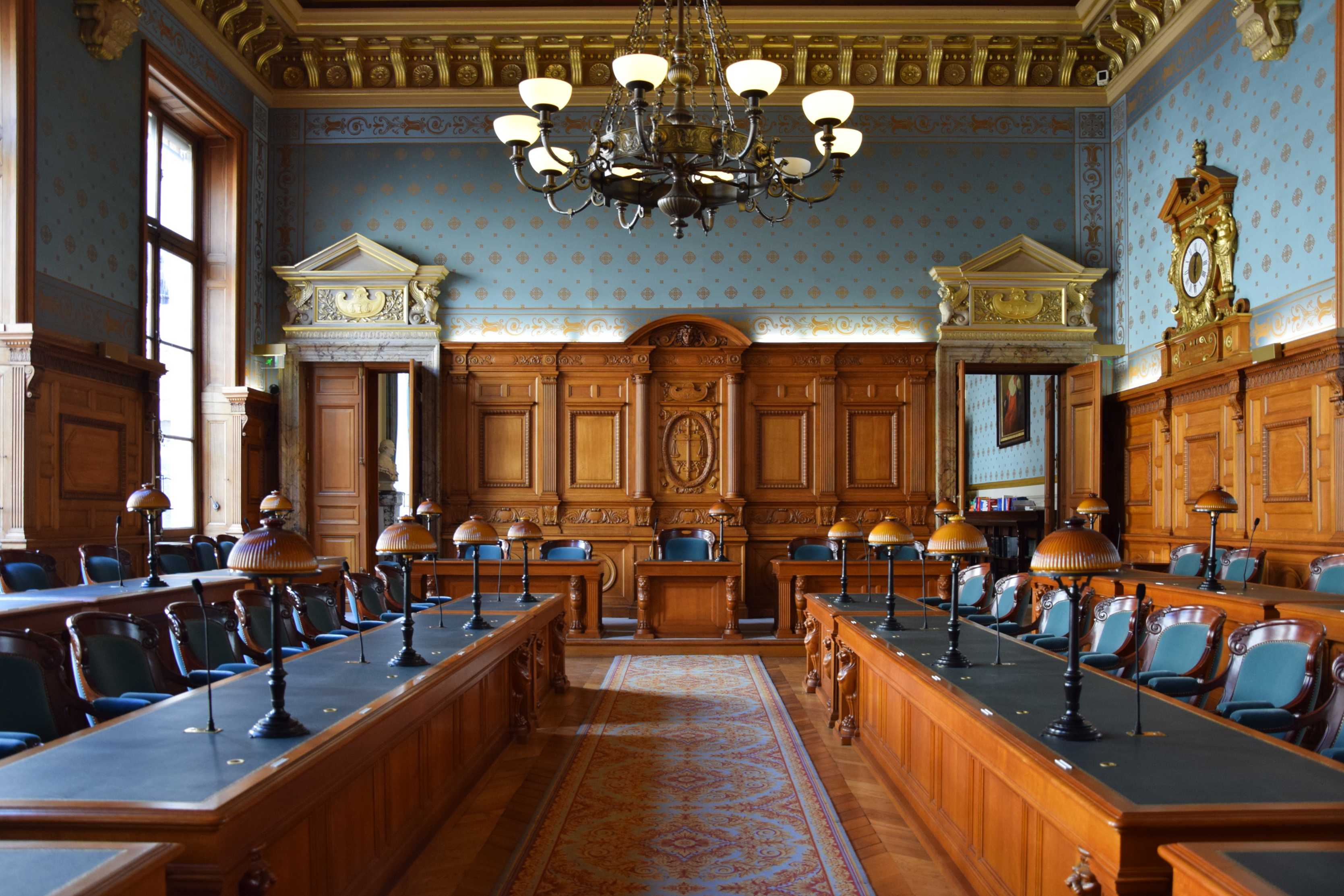
Salle d'audience de la chambre criminelle.

En matière pénale, il est d'usage de présenter les moyens de cassation sous une forme différente :

« Moyen de cassation
Violation des articles [textes violés], 593 du Code de procédure pénale, défaut de motifs, défaut de base légale ;
En ce que l'arrêt attaqué a [décision critiquée].
Aux motifs que [motifs critiqués] ;
Alors que [première branche du moyen de cassation], [énoncé de la règle de droit], [énoncé de ce en quoi le juge du fond n'a pas respecté cette règle], [énoncé de la nature de l'erreur commise (cas d'ouverture à cassation)] »

#### Cas d'ouverture à cassation
Les cas d'ouverture à cassation sont les types d'erreurs de droit que le juge du fond peut commettre et qui exposent sa décision à la censure de la Cour de cassation.
La Cour de cassation contrôle l'application correcte de la loi de fond (c’est-à-dire celle dont dépend l'issue du litige) mais aussi de la loi de procédure (telles que, par exemple, les règles qui gouvernent la composition des juridictions ou le déroulement du procès dont, notamment, la règle énoncée par l'article 16 du Code de procédure civile, texte selon lequel le juge doit faire respecter et respecter lui-même le principe du contradictoire).
La compréhension de la nature de chaque cas d'ouverture à cassation est donc essentielle pour comprendre la portée des arrêts de la Cour de cassation et permettre d'en tirer les enseignements.
Ainsi, une cassation pour violation de l'article 455 du Code de procédure civile (cassation dite « disciplinaire ») n'a pas la même portée qu'une cassation pour violation d'un texte de droit substantiel.
Les cas d'ouverture à cassation sont les suivants : le défaut de motifs, la contradiction de motifs, le défaut de réponse à conclusions, le défaut de base légale, la violation de la loi (par fausse application, par refus d'application ou par fausse interprétation), la dénaturation d'un écrit clair et précis.
Il existe en outre des cas spécifiques et relativement rares d'ouverture à cassation que sont la contrariété de jugements ou la perte de fondement juridique.
La contrariété de jugements se rencontre lorsque deux décisions ne peuvent être exécutées simultanément. Dans ce cas, le pourvoi en cassation doit être dirigé contre les deux décisions.
La perte de fondement juridique se rencontre lorsque l'intervention d'une loi nouvelle d'application immédiate aux affaires en cours rend la solution d'une juridiction du fond erronée.

##### Défaut de motifs
L'article 455 du Code de procédure civile oblige le juge à motiver ses décisions. À défaut sa décision est cassée au visa de ce texte.

##### Contradiction de motifs
Il s'agit en réalité d'un cas plus subtil de défaut de motifs: la contradiction de motifs équivaut à un défaut de motifs selon la Cour de cassation; c'est pourquoi la censure est aussi prononcée au visa de l'article 455 du Code de procédure civile.
Seule la contradiction de motifs de fait est censurée. Exemple: un juge ne peut à la fois constater qu'un individu a frappé un second individu et dans la même décision, constater qu'il n'y a pas eu de rixe.
La contradiction de motifs de droit n'est pas censurée dès lors que l'un des motifs de droit ne révèle pas de violation de la loi.
En effet, le second, erroné, est alors surabondant.
Si les motifs de droit contradictoires sont tous erronés, alors la censure sera prononcée sur le fondement d'autant de violations de la loi.

##### Défaut de réponse à conclusions
Il s'agit de nouveau d'un cas plus subtil de défaut de motifs; c'est pourquoi la censure est, là encore, prononcée au visa de l'article 455 du Code de procédure civile.
Le juge, pour motiver correctement sa décision, doit répondre aux moyens des parties qui constituent le cadre des débats.
Toutefois, le juge n'a pas à répondre à un moyen inopérant ou manifestement mal fondé.
De même, il n'est pas tenu d'entrer dans le détail de l'argumentation des parties.
La cour d'appel n'a, dans ce cas, pas procédé à une recherche de faits, ou n'a pas étudié un moyen de droit, alors que cela lui était demandé et était utile à la solution du litige invoqué.

##### Manque de base légale
Il s'agit d'un des cas les plus difficiles à appréhender et qui permet de formuler les critiques les plus subtiles.
Ce cas est avéré lorsque les constatations de fait du juge du fond sont insuffisantes pour appliquer la règle de droit qu'il a appliquée.
Ainsi, par exemple, le juge ne peut faire application de l'article 1240 du code civil (ancien article 1382 du même code) s'il ne constate pas un dommage.

##### Violation de la loi

###### Par fausse application
Le juge applique un texte à une situation de fait qui n'était pas régie par ce texte.

###### Par refus d'application
Le juge n'applique pas un texte à une situation de fait qui était régie par ce texte.

###### Par fausse interprétation
Le juge interprète de façon erronée un texte de loi.

##### Dénaturation d'un écrit clair et précis
Devant la Cour de cassation, le justiciable ne peut contester l'interprétation que donne le juge du fond d'un écrit (ex. un contrat).
Si l'écrit est ambigu et que son analyse supposait donc une interprétation, la décision du juge du fond ne peut être critiquée à ce sujet.
Mais l'interprétation a ses limites: si l'écrit est clair et précis, le juge ne peut en modifier le sens sous couvert d'interprétation; à défaut, il dénature l'écrit (interpretatio cessat in claris).
La dénaturation peut être commise par addition ou par omission: dans le premier cas, le juge ajoute à l'écrit ce qu'il ne contient pas et, dans le second, il omet de relever ce que contient l'écrit.
Dans ce cas, la cassation est prononcée au visa des articles 1103 et 1193 du code civil (ancien article 1134 du code civil).
En effet, le juge, en dénaturant l'écrit (le plus souvent un contrat), a méconnu ce texte selon lequel les conventions font la loi des parties (Pacta sunt servanda).
D'un point de vue purement théorique, il s'agit donc d'un cas de violation de la loi.

#### Issue du pourvoi en cassation

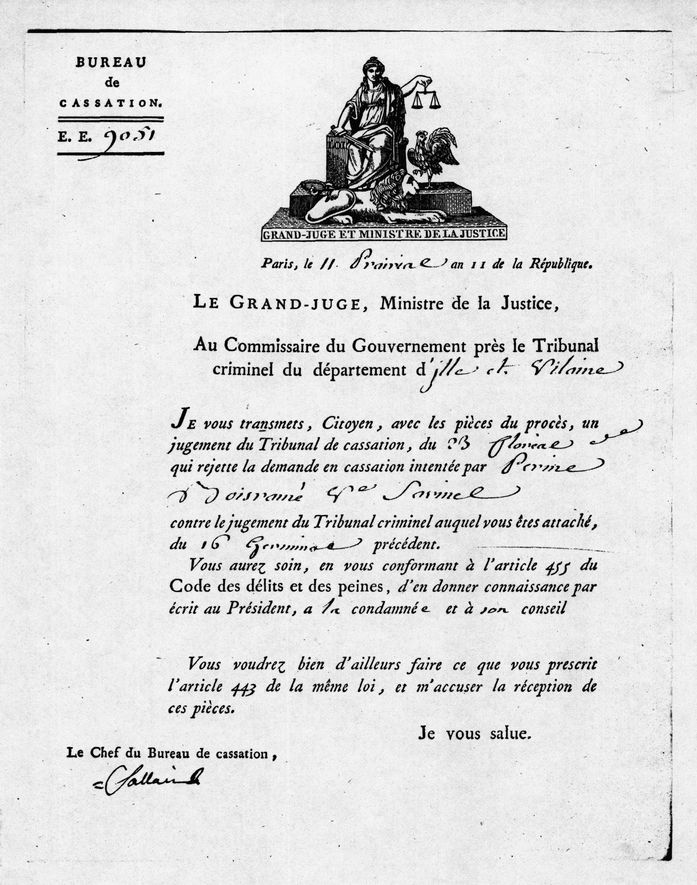
Lettre-formulaire au nom du « Grand-juge, ministre de la Justice », de rejet de demande en cassation contre un jugement d'un Tribunal criminel, du 11 prairial an XI.

Lorsque le pourvoi est rejeté, la décision attaquée devient irrévocable (sous réserve d'une saisine de la CEDH ou procédure de révision).
Lorsque le pourvoi est accueilli, la Cour casse la décision attaquée: la cassation peut être totale ou partielle selon la portée du moyen de cassation accueilli.
La cassation est sans renvoi lorsque la cour estime qu'elle est à même de pouvoir appliquer la règle de droit appropriée aux faits tels que constatés par les juges du fond.
À défaut, la Cour renvoie l'affaire et les parties devant une autre cour d'appel ou la même cour d'appel mais autrement composée et ce, « pour être fait droit »[pas clair].
En conclusion, le justiciable doit se garder de se méprendre lorsqu'il obtient gain de cause devant la Cour de cassation : la Cour n'a pas pour autant pris son parti (son rôle tel que défini ci-dessus le lui interdit) et aussi bien, finalement, la correcte application de la loi par le juge de renvoi pourrait lui être défavorable.
À partir du 1er octobre 2019, la Cour de cassation ne rendra plus ses arrêts sous forme d'« attendus ». Les décisions seront rédigées en style direct, avec phrases complètes finissant par des points (et non plus des points-virgule). Les arrêts seront formellement divisés en trois parties (« Exposé du litige » ; « Motivation » ; « Dispositif »). Chacun des paragraphe sera numéroté. Cette réforme du style dans la rédaction des arrêts a pour but de les rendre mieux lisibles, mieux compréhensibles par le grand public, et de rapprocher la rédaction de la Cour des décisions du Conseil constitutionnel.

#### Numérotation des arrêts

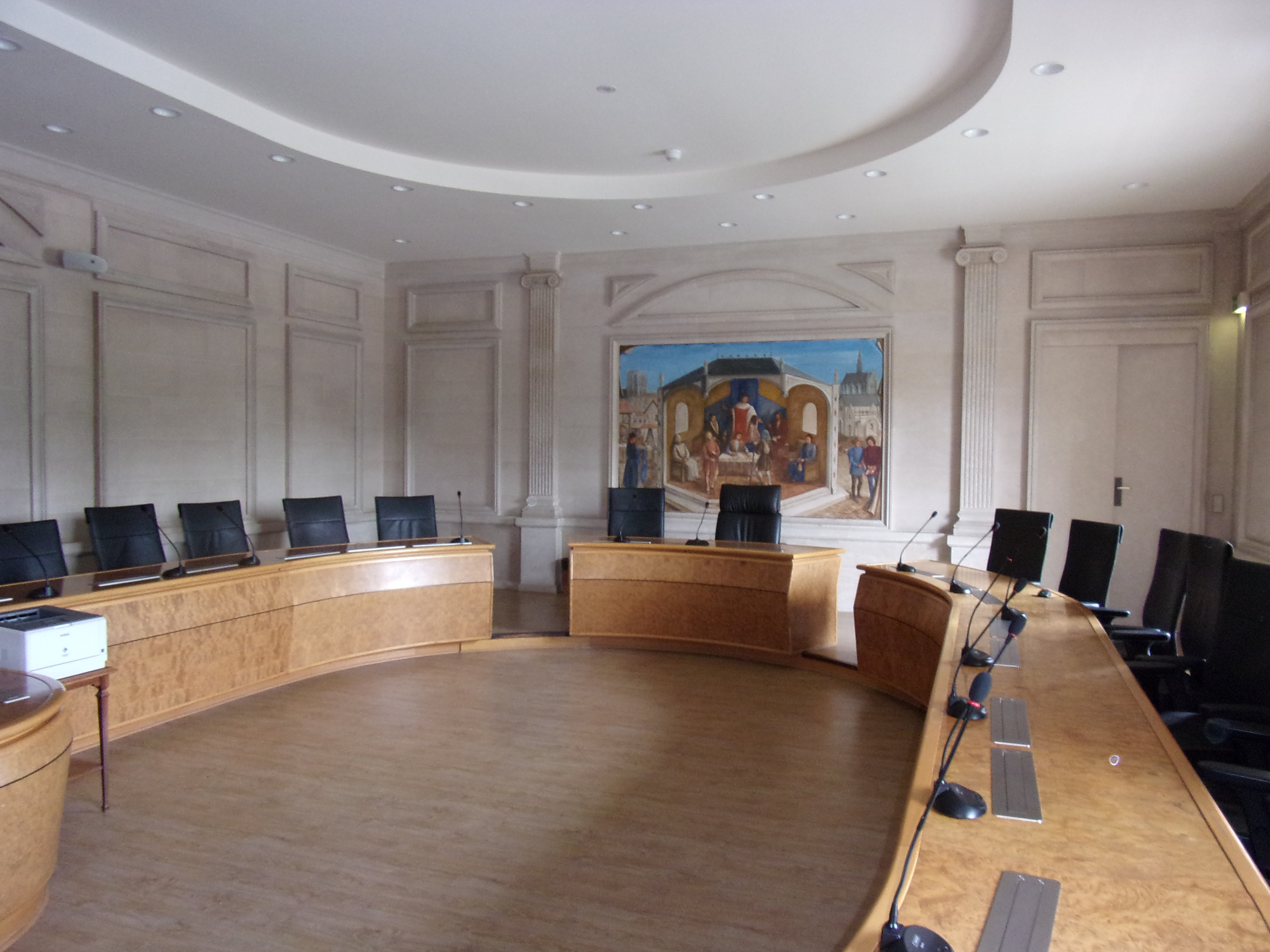
La chambre sociale est située au deuxième étage, mais devrait s'installer dans l'ancienne « grand chambre » du tribunal de grande instance.

Les arrêts de la Cour de cassation sont répartis en fonction de leur portée et de l'importance de la décision.
Ils peuvent ainsi rester inédits et demeurés connus par leur seul numéro de pourvoi (sous le forme AA-XX.YYY ex. 05-01.467) ou bien faire l'objet d'une publication au Bulletin des arrêts de la Cour de cassation (il s'agit alors d'arrêts dits de principe).
Les arrêts de la chambre criminelle sont publiés dans un volume distinct intitulé « Bulletin criminel ».
Les arrêts les plus importants sont en outre publiés au Bulletin d'information, voire dans le rapport annuel de la Cour de cassation.
Les arrêts reçoivent donc une cote en fonction de leur apport au droit positif,,
- P signifie « Publication ». Cette mention signifie que l'arrêt sera publié au Bulletin des arrêts de la Cour de cassation;
- B signifie « publication au Bulletin d'information bimensuel de la Cour de cassation (BICC) », à ne pas confondre avec le Bulletin des arrêts de la Cour de cassation;
- D signifie « Diffusion ». Il s'agit d'une simple communication aux abonnés du fond de concours de la Cour de cassation (revues juridiques, etc.), aux différentes bases de données (dont Légifrance);
- R signifie « Rapport ». L'arrêt sera signalé dans le rapport de la Cour de cassation de l'année;
- I signifie « Internet ». L'arrêt sera publié (souvent le jour même de son prononcé) sur le site internet de la Cour de cassation (la notation I ne signifie pas une simple publication sur Légifrance).

Les arrêts les plus importants sont donc cotés : P+B+R+I.
De plus pour distinguer les formations qui ont statué sur l'arrêt en fonction de la complexité des affaires une lettre est ajoutée :
- FP signifie « Formation Plénière » de la chambre concernée
- FS signifie « Formation de Section » de la chambre concernée (seulement 9 à 15 magistrats selon les chambres)
- F ou FR signifie « Formation Restreinte » de la chambre concernée (son président, le doyen et le conseiller rapporteur)

### Saisine pour avis

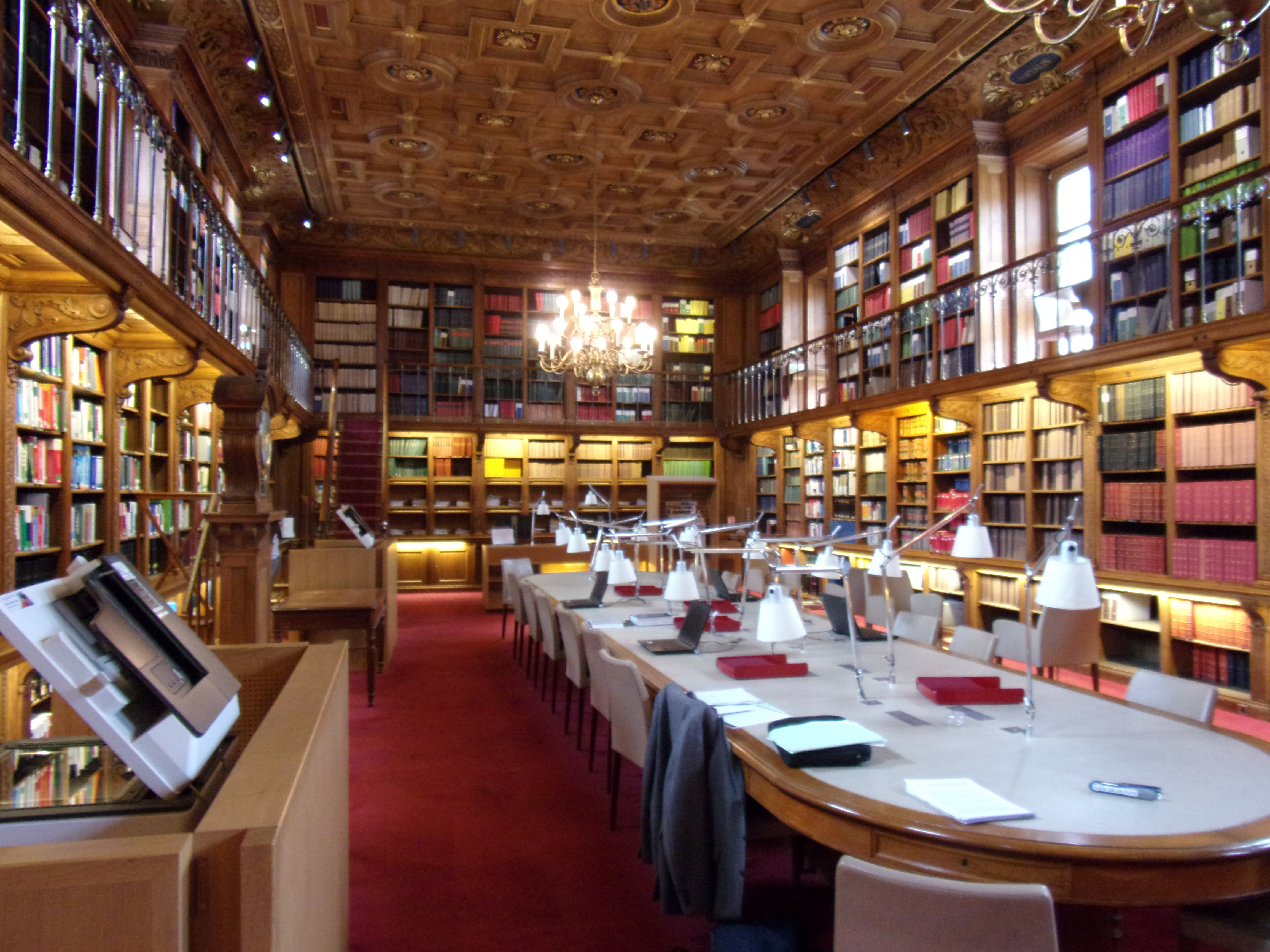
Bibliothèque, vue depuis son entrée.

En dehors de tout pourvoi, avant de statuer sur une question de droit nouvelle, présentant une difficulté sérieuse et se posant dans de nombreux litiges, les juridictions de l’ordre judiciaire peuvent, par une décision non susceptible de recours, solliciter l’avis de la Cour de cassation. Le juge en avise les parties et le ministère public.
La demande peut être portée par une chambre, une formation mixte ou la formation plénière. L’avis rendu ne lie pas la juridiction qui a formulé la demande, ni la Cour de cassation.
La procédure a été légèrement modifiée par le « décret Magicobus » du 3 juillet 2024 (cf. article 9 du décret).

### Question prioritaire de constitutionnalité
Depuis l’entrée en vigueur de la question prioritaire de constitutionnalité le 1er mars 2010, la Cour de cassation, pour l’ordre judiciaire, et le Conseil d’État, pour l’ordre administratif, ont pour rôle de filtrer les questions, avant leur examen par le Conseil constitutionnel. Elle doit se prononcer dans un délai de trois mois. Dès réception d’une question prioritaire de constitutionnalité transmise par une juridiction, l’affaire est distribuée à la chambre qui connaît des pourvois dans la matière considérée.

## Magistrats de la Cour

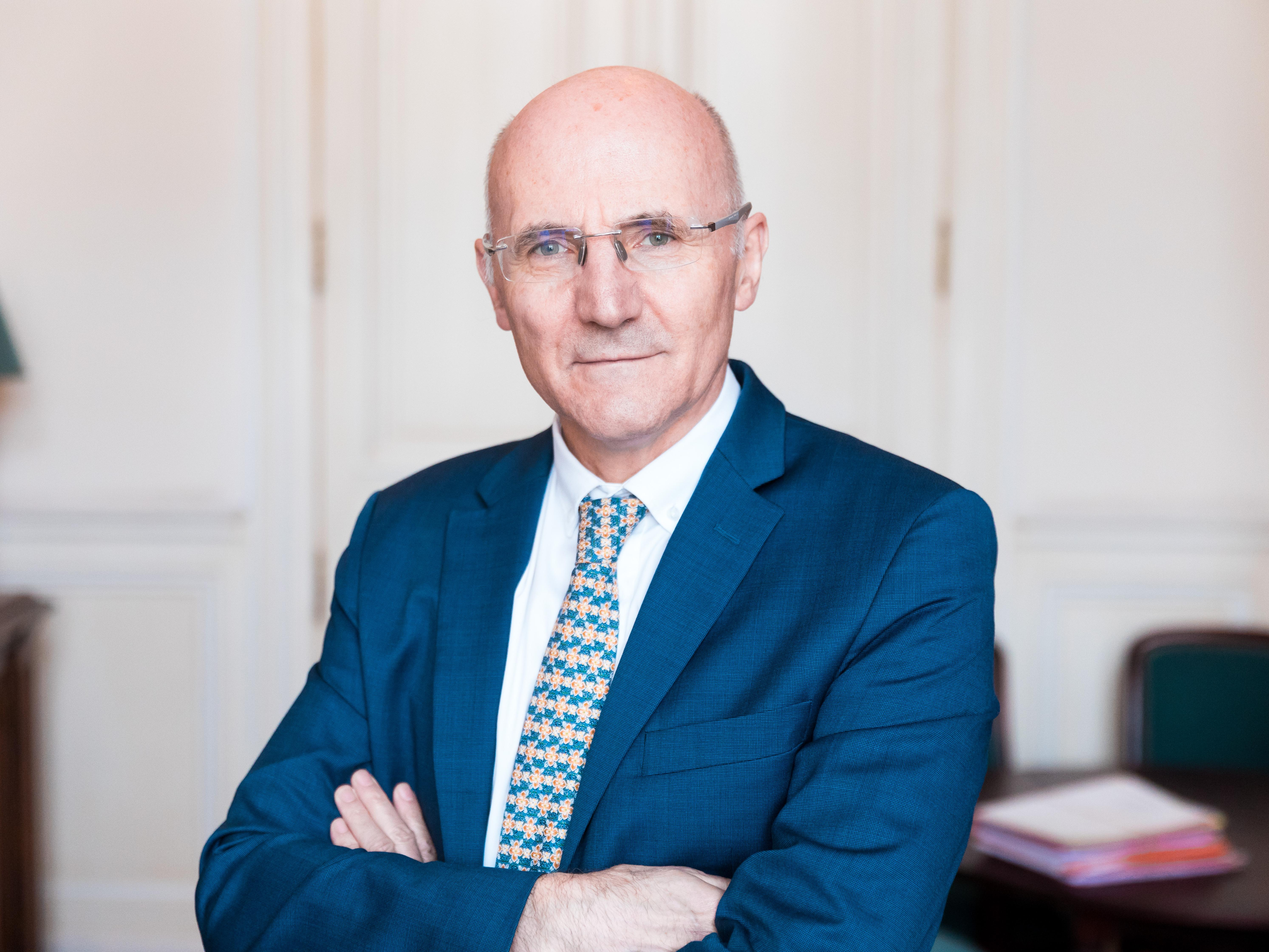
Christophe Soulard, premier président depuis 2022

Christophe Soulard est nommé premier président de la Cour de cassation le 23 juin 2022. Le siège est également composé de sept présidents de chambre, et d’environ deux cents conseillers, conseillers référendaires et auditeurs.
De plus les fonctions de premier président de la cour d’appel de Paris sont exercées par un président de chambre, et les fonctions de premier président de cour d’appel sont exercées par des conseillers.
Rémy Heitz est nommé procureur général près la Cour de cassation le 1er juillet 2023. Le parquet est également composé de six premiers avocats généraux, et de cinquante-sept magistrats avocats généraux et avocats généraux référendaires.
De plus les fonctions de procureur général près la cour d’appel de Paris sont exercées par un premier avocat général, et les fonctions de procureurs généraux près une cour d’appel, de procureur de la République près le Tribunal de grande instance de Paris, de procureur de la République financier près le Tribunal de grande instance de Paris sont exercées par des avocats généraux.

## Relations avec des juridictions étrangères
La Cour de cassation est membre de l'Association des hautes juridictions de cassation des pays ayant en partage l'usage du français.

## Activités de la Cour
En 2022, la Cour a jugé 15 168 dossiers en matière civile. Sur ceux ayant fait l’objet d’un arrêt, 30,9 % ont été rejetés non spécialement motivés, 23,7 % ont donné lieu à cassation, et 16,3 % ont été rejetés et motivés. Le droit du travail représente le tiers des dossiers.
La même année, la Cour a jugé 7 622 en matière pénale, seulement 8 % des arrêts ont donné lieu à cassation.

## Rapport annuel de la Cour de cassation
Chaque année, la Cour de cassation adresse au président de la République et au garde des sceaux, ministre de la justice, son rapport annuel de la marche des procédures et de leurs délais d'exécution. Celui-ci est actuellement composé de cinq parties : la première présente des suggestions de modifications législatives ou réglementaires, la deuxième reprend des discours prononcés à l'audience solennelle de début d'année judiciaire en cours, la troisième est consacrée à une étude, désormais unique depuis le rapport 2006, sur un thème particulier, la quatrième à la jurisprudence de la Cour et la cinquième à son activité et à celles des commissions juridictionnelles placées auprès d'elle.
Études publiées dans le rapport annuel :
- en 2014 Le temps
- en 2013 L'ordre public
- en 2012 La preuve
- en 2011 Le risque
- en 2010 Le droit de savoir
- en 2009 Les personnes vulnérables dans la jurisprudence de la Cour de cassation
- en 2008 Les discriminations dans la jurisprudence de la Cour de cassation (étude unique)
- en 2007 La santé dans la jurisprudence de la Cour de cassation (étude unique)
- en 2006 La Cour de cassation et la construction juridique européenne (étude unique)
- en 2005 L'innovation technologique (ensemble d'études sur le même thème)
- en 2004 La vérité (ensemble d'études suivi de quatre études diverses)
- en 2003 L'égalité (ensemble d'études suivi de cinq études diverses)
- en 2002 La responsabilité (ensemble d'études suivi de deux études diverses)
- en 2001 Les libertés (ensemble d'études suivi de six études diverses)
- en 2000 La protection de la personne (ensemble d'études suivi de cinq études diverses)